# 紹斯伯勒 (麻薩諸塞州)
紹斯伯勒（英語：Southborough）是一個位於美國麻薩諸塞州烏斯特縣的鎮。

## 人口
根據2020年美國人口普查的數據，紹斯伯勒的面積為40.60平方千米，當中陸地面積為36.70平方千米，而水域面積為3.90平方千米。當地共有人口10450人，而人口密度為每平方千米257人。